# Maratona aquática no Campeonato Mundial de Esportes Aquáticos de 2024 - 5 km masculino

Os 5 km da maratona aquática masculina da maratona aquática no Campeonato Mundial de Esportes Aquáticos de 2024 foi realizada nos dia 7 de fevereiro de 2024 em Doha, no Catar.

## Cronograma
Todos os horários estão na hora local (UTC+3).
| Data           | Hora  | Evento |
| -------------- | ----- | ------ |
| 7 de fevereiro | 13:00 | Final  |

## Medalhistas
| Ouro                    | Prata                         | Bronze                     |
| Logan Fontaine · França | Marc-Antoine Olivier · França | Domenico Acerenza · Itália |

## Resultados
A prova foi realizada no dia 7 de fevereiro às 13:00.
| Pos.              | Nadador                        | Nacionalidade        | Tempo     |
| ----------------- | ------------------------------ | -------------------- | --------- |
| Medalha de ouro   | Logan Fontaine                 | França               | 51:29.3   |
| Medalha de prata  | Marc-Antoine Olivier           | França               | 51:29.6   |
| Medalha de bronze | Domenico Acerenza              | Itália               | 51:30.0   |
| 4                 | Kristóf Rasovszky              | Hungria              | 51:30.5   |
| 5                 | Gregorio Paltrinieri           | Itália               | 51:31.7   |
| 6                 | Dávid Betlehem                 | Hungria              | 51:34.8   |
| 7                 | Athanasios Kynigakis           | Grécia               | 51:36.1   |
| 8                 | Oliver Klemet                  | Alemanha             | 51:36.4   |
| 9                 | Florian Wellbrock              | Alemanha             | 51:36.7   |
| 10                | Paulo Strehlke                 | México               | 51:36.8   |
| 11                | Eric Hedlin                    | Canadá               | 51:39.1   |
| 12                | David Farinango                | Equador              | 51:40.4   |
| 13                | Cho Cheng-chi                  | Taipé Chinesa        | 51:48.1   |
| 14                | Piotr Woźniak                  | Polónia              | 51:56.5   |
| 15                | Martin Straka                  | Chéquia              | 51:56.9   |
| 16                | Robert Thorpe                  | Austrália            | 51:59.1   |
| 17                | Tiago Campos                   | Portugal             | 53:19.4   |
| 18                | Emir Batur Albayrak            | Turquia              | 53:20.7   |
| 19                | Christian Schreiber            | Suíça                | 53:22.0   |
| 20                | Esteban Enderica               | Equador              | 53:22.1   |
| 21                | Guillem Pujol                  | Espanha              | 53:22.2   |
| 22                | Logan Vanhuys                  | Bélgica              | 53:23.4   |
| 23                | Bailey Armstrong               | Austrália            | 53:23.5   |
| 24                | Joshua Brown                   | Estados Unidos       | 53:23.9   |
| 25                | Jan Hercog                     | Áustria              | 53:24.0   |
| 26                | Lev Cherepanov                 | Cazaquistão          | 53:26.0   |
| 27                | Park Jae-hun                   | Coreia do Sul        | 53:45.9   |
| 28                | Diego Dulieu                   | Honduras             | 53:50.6   |
| 29                | Henrique Figueirinha           | Brasil               | 53:50.8   |
| 30                | Ivan Puskovitch                | Estados Unidos       | 53:51.0   |
| 31                | Matěj Kozubek                  | Chéquia              | 54:11.3   |
| 32                | Diogo Cardoso                  | Portugal             | 54:13.3   |
| 33                | Ronaldo Zambrano               | Venezuela            | 54:13.9   |
| 34                | Nik Peterlin                   | Eslovênia            | 54:14.8   |
| 35                | Pedro Farias                   | Brasil               | 54:16.6   |
| 36                | Bartosz Kapała                 | Polónia              | 54:16.7   |
| 37                | Burhanettin Hacı Sağır         | Turquia              | 55:01.2   |
| 38                | Oh Se-beom                     | Coreia do Sul        | 55:07.7   |
| 39                | Asterios Daldogiannis          | Grécia               | 55:10.5   |
| 40                | Zhang Jinhou                   | China                | 55:11.5   |
| 41                | Hau-Li Fan                     | Canadá               | 55:12.4   |
| 42                | Tomáš Peciar                   | Eslováquia           | 55:14.4   |
| 43                | Liu Peixin                     | China                | 55:16.8   |
| 44                | William Yan Thorley            | Hong Kong            | 55:17.0   |
| 45                | Aflah Fadlan Prawira           | Indonésia            | 55:17.3   |
| 46                | Jamarr Bruno                   | Porto Rico           | 55:19.5   |
| 47                | Connor Albertyn                | África do Sul        | 55:19.7   |
| 48                | Adrián Ywanaga                 | Peru                 | 55:21.0   |
| 49                | Santiago Gutiérrez             | México               | 55:22.6   |
| 50                | Galymzhan Balabek              | Cazaquistão          | 55:23.2   |
| 51                | Maximiliano Paccot             | Uruguai              | 55:24.7   |
| 52                | Diego Vera                     | Venezuela            | 55:28.2   |
| 53                | Jeison Rojas                   | Costa Rica           | 55:32.2   |
| 54                | Christian Bayo                 | Porto Rico           | 56:42.1   |
| 55                | Ilias El Fallaki               | Marrocos             | 57:03.2   |
| 56                | Keith Sin                      | Hong Kong            | 57:04.8   |
| 57                | Richard Urban                  | Eslováquia           | 57:06.0   |
| 58                | Théo Druenne                   | Mónaco               | 57:08.1   |
| 59                | Ernest Fabian Wijaya           | Indonésia            | 57:35.5   |
| 60                | Cho Pei-chi                    | Taipé Chinesa        | 57:37.7   |
| 61                | Juan Nuñez                     | República Dominicana | 57:39.7   |
| 62                | Damien Payet                   | Seicheles            | 57:39.7   |
| 63                | Rossouw Venter                 | África do Sul        | 57:40.8   |
| 64                | Nico Esslinger                 | Namíbia              | 57:41.2   |
| 65                | Prashans Manjunath Hiremagalur | Índia                | 57:43.8   |
| 66                | Dilanka Shehan                 | Sri Lanka            | 1:00:42.9 |
| 67                | Santiago Reyes                 | Guatemala            | 1:00:45.5 |
| 68                | Diego Solano                   | Bolívia              | 1:00:47.3 |
| 69                | Rayven de los Santos           | República Dominicana | 1:00:52.7 |
| 70                | Thierry Payet                  | Seicheles            | 1:01:24.5 |
| 71                | Army Pal                       | Índia                | 1:01:26.1 |
| 72                | Davit Sikharulidze             | Geórgia              | 1:04:52.1 |
| 73                | Atuhaire Ambala                | Uganda               | OTL       |
| 73                | Igbaal Bayusuf                 | Quênia               | OTL       |
| 73                | Benco van Rooyen               | Botswana             | OTL       |
| 73                | Yano Elias                     | Angola               | OTL       |